# Edison Studios
Едісон (англ. Edison Studios) — американська кіностудія. Заснована Томасом Едісоном.

## Передісторія
«1887 року, — пише Едісон 1894 року, — мені прийшла думка про можливість сконструювати апарат, який буде для зору тим же, чим є фонограф для слуху, і який буде і записувати і відтворювати одночасно звук і рух».
На початку 1888 року для здійснення цієї думки була відкрита спеціальна лабораторія («Кімната № 5»). Роботами керував Вільям Кеннеді Лоурі Діксон, який народився 1860 року. Пішовши від Едісона, Діксон заснував «Байограф». Ним був сконструював перший експериментальний апарат — оптичний фонограф. 31 липня 1891 року Едісон запатентував свій кінетоскоп, хоча апарат був ще в стадії лабораторних випробувань і не готовий для серійного виробництва. Відразу ж він починає вести переговори про його комерційне використання. 1892 року було засновано Акціонерне товариство «Кінетоскоп», яке займалося виготовленням кінетоскопів і фільмів для них. Товариством керували брат Едісона, брат його дружини Норман Рафф та Чарлз Гаммон.
У лютому 1894 відкривається «Кінетоскопічний театр» («Чорна Марія»), прообраз кіностудій. Того ж року Рафф і Гаммон відкривають кінетоскопічні зали в Нью-Йорку («Кінетоскоп Парлор»), в Чикаго, Сан-Франциско, Атланик-Сіті,  Вашингтоні, Балтиморі, Лондоні, Парижі.

## Студія
Кіностудія функціонувала у:
- Вест-Орандж у Нью-Джерсі у 1894-1901 роках;
- Манхеттені у Нью-Йорці у 1901-1907 роках;
- Бронксі у Нью-Йорці у 1907-1918.

1906 в Бронкс-парку відкрилася студія компанії «Едісон». Студія була заснована Томасом Едісоном. Спочатку компанія називалася «Edison Manufacturing Company» (1894-1911). 
1911 перейменована в «Thomas A. Edison, Inc.» (1911-1918) і проіснувала з таким ім'ям до 1918 року (року її закриття). Сам Томас Едісон не брав участь у керівництві фірмою, призначивши віце-президентом і генеральним менеджером  Вільяма Гілмора. Виробництвом же фільмів керував Вільям Діксон.
У січні 1909 компанія «Едісон», спільно з іншими компаніями («Байограф», «Вайтограф», «Зеліг», «Ессені», «Любін», «Калем» та дві французькі фірми — «Пате» і «Мельєс») увійшли в  Компанію кінопатентів (МППК).

## Творчість

### Режисери, які знімали на кіностудії «Едісон»
- Едвін Портер
- Альфред Кларк
- Сирл Доула

### Фільмографія
- 1890 — Monkeyshines, No. 1 /режисери  Вільям Діксон та  Вільям Хейс
- 1891 — Ньюаркський атлет (Newark Athlete) / режисери  Томас Едісон і Вільям Кеннеді Діксон
- 1894 — Доктора Колтона, який застосовував газ, що звеселяє при видаленні зуба / режисер Діксон
- 1894 —  Анні Оклі
- 1894 —  Необ'їжджений жеребець / режисер Діксон
- 1895 — Страта Марії Шотландської / Execution of Mary, Queen of Scots
- 1895 —  Танець Лої Фуллер / Anna Belle Serpentine Dance
- 1896 —  Поцілунок / The Kiss
- 1901 — Що сталося на 23 вулиці в Нью-Йорку / What happened on Twenty-third street, New York City
- 1902 — Життя американського пожежного / Life of an American Fireman
- 1903 —  Велике пограбування поїзда / The Great Train Robbery
- 1903 — Чистильник взуття / The Gay Shoe Clerk
- 1905 —  Ніч перед Різдвом / The Night Before Christmas
- 1905 — Маленьке пограбування поїзда / The Little Train Robbery
- 1905 —  Клептоманка / Kleptomaniac
- 1906 — Три американські красуні / Three American Beauties
- 1906 — Життя ковбоя / The Life of a Cowboy
- 1907 — Пожежа в Римі
- 1909 —  1910 — Аліса в країні чудес
- 1909 —  1910 — Фауст
- 1909 —  1910 —  Франкенштейн / Frankenstein
- 1909 —  1910 — Коли лицарство було в цвіту
- 1909 —  1910 — Михайло Строгов